# Лобкове
Лобко́ве — село в Україні, у Степногірській селищній громаді Василівського району Запорізької області. Населення становить 99 осіб (2001).

## Географія
Село Лобкове розташоване за 52 км від обласного центру та 19 км від районного центру, на правому березі річки Янчекрак, нижче за течією на відстані 1,5 км розташоване село Кам'янське. Поруч пролягає автомобільна територіального значення Т 0812. Протяжність кордонів села з півночі на південь становить 2 км 659 м. Найближча залізнична станція Таврійськ (за 19 км).

## Історія
Село засноване у 1892 році. У 1942 році село позначено на мапі РСЧА. 
12 червня 2020 року, в ході децентралізації, село увійшло до складу Степногірської селищної громади. До цього органом місцевого самоврядування була П'ятихатська сільська рада.
З початку російського вторгнення в Україну село було тимчасово окуповано російськими загарбниками.
11 червня 2023 року Збройні сили України звільнили село від російських окупантів. За повідомленням голови Степногірської селищної громади Ірини Кондратюк, у селі місцевих мешканців не залишилось після окупації російськими військами. До російського вторгнення в селі проживало близько 70 мешканців та й вони майже всі виїхали під час окупації. Залишались дуже тривалий час лише семеро осіб, але вони також виїхали.

## Населення

### Мова
Розподіл населення за рідною мовою за даними перепису 2001 року:
| Мова       | Кількість | Відсоток |
| ---------- | --------- | -------- |
| українська | 79        | 79.80%   |
| російська  | 18        | 18.18%   |
| білоруська | 1         | 1.01%    |
| болгарська | 1         | 1.01%    |
| Усього     | 99        | 100%     |